# Nacionalno pokopališče Arlington
Nacionalno pokopališče Arlington (izvirno angleško Arlington National Cemetery) je ameriško vojaško pokopališče, ki je bilo ustanovljeno med ameriško državljansko vojno na posestvu Roberta E. Leeja v Arlingtonu (Virginija).
Preko bližnje Potomac River se nahaja Washington, D.C., zraven današnje lokacije Pentagona. Pokopališče ima lastno železniško postajo v sistemu Washington Metro. To pokopališče neposredno upravlja Oddelek za kopensko vojsko ZDA.
Veterani iz vseh vojn ZDA so pokopani na tem pokopališču. Veterane vojn pred ameriško državljansko vojno so po letu 1900 prekopali in pokopali tu.